# 千葉県立柏陵高等学校
千葉県立柏陵高等学校（ちばけんりつ はくりょうこうとうがっこう）は、千葉県柏市逆井にある県立高等学校。
1999年、硬式野球部は春夏連続で甲子園出場（ともに初出場）を果たし、夏はベスト8に進出した。

## 設置学科
- 普通科

## 交通
- 東武鉄道野田線逆井駅から徒歩20分。
- JR常磐線南柏駅から東武バス、「南部クリーンセンター」下車、徒歩10分。
- 京成電鉄松戸線五香駅から京成バス千葉セントラル印西営業所（旧：ちばレインボーバス）、「しいの木台5丁目」下車、徒歩7分。
かつては五香駅から松戸新京成バス（現：京成バス千葉ウエスト松戸東営業所）の路線で「柏陵高校」行きが存在した。しかし、2024年10月15日を最後に小新山町入口〜柏陵高校間が廃止されたため、以後は上記のアクセスとなる。

## 著名な出身者
- 田中沙斗子（タレント、女優）
- 鳥谷部健一（元プロ野球選手）
- 真那春人（宝塚歌劇団雪組男役）
- 伊藤和広（オペラ歌手）
- DJ chan森 TOKYO（お笑い芸人)
- ゆきおとこ（お笑い芸人）

## 硬式野球部甲子園戦績
選抜高等学校野球大会（春の大会）：1敗
- 1999年　1回戦敗退（5-7静岡）

全国高等学校野球選手権大会（夏の大会）：3勝1敗
- 1999年　ベスト8（2-0如水館、3-1福知山商、6-0旭川実、2-7智弁和歌山）